# Camponotus desectus
Camponotus desectus é uma espécie de inseto do gênero Camponotus, pertencente à família Formicidae.